# Uresiphita termoxantha
Uresiphita termoxantha là một loài bướm đêm trong họ Crambidae.